# KAT-TUN III -Queen of Pirates-
KAT-TUN III -Queen of Pirates- är det tredje albumet från den japanska popuppen KAT-TUN och släpptes i Japan den 4 juni 2008. Albumet sålde 240 317 kopior och debuterade som nummer 1 första veckan. 

## Låtlista
1. "T∀boo" (masanco, M.Y) - 3:20
2. "Keep the Faith" (Kyosuke Himuro, SPIN, JOKER, ha-j) - 3:45
3. "Affection ~Mou Modorenai~ (Affection ～もう戻れない～?)" (soba, Erik Lidbom) - 3:34
4. "Hell, No" (Yuki Shirai, Arata Mika, JOKER, Steven Lee, Joey Carbone) - 3:58
5. "Distance" (Gin.K, Erik Lidbom) - 3:08
6. "Mother/Father" (Ami, JOKER, Yoshinao Mikami, a.k.a.) - 4:14
7. "Lips" (Axel-G, JOKER, Yukihide "YT" Takiyama) - 4:16
8. "Yorokobi no Uta (喜びの歌?)" (N.B.Comics, JOKER, zero-rock, Gin.K) - 3:59
9. "「un-」" (Hidenori Tanaka, Kousuke Noma) - 4:45
10. "Our Story ~Prologue~ (Our Story ～プロローグ～?)" (Narumi Yamamoto, Erik Lidbom) - 3:47
11. "Nannen Tattemo (何年たっても?)" (Erykah, JOKER, Mike Rose, Iwata Masayuki) - 4:56
12. "Shot!"1 (Ami, Yoshinao Mikami, Dreadstore Cowboy) - 3:57
13. "12 o'clock'"1 (a.k.a., JOKER, Mike Rose) - 4:19
14. "Ai no Command (愛のコマンド?)"1 (Akio Shimizu, N.B. Comics, JOKER) - 4:17
15. "Six Senses"1 (JOKER, Kouhei Yokono, peter funk) - 4:39

1Limited edition bonus tracks.